# 히치소정
히치소정(일본어: 七宗町)은 일본 기후현 가모군의 정이다.

## 지리
- 북 - 게로시
- 동 - 시라카와정
- 남 - 야오쓰정
- 서 - 세키시, 미노카모시, 가와베정

## 역사
- 1952년 8월 1일 - 가미아소촌이 무기군에서 가모군으로 옮겨졌다.
- 1955년 2월 11일 - 무기군 가부치정과 가모군 가미아소촌이 합병해 가모군 히치소촌이 성립하였다.
- 1956년 9월 30일 - 시모아소정의 일부를 편입하였다.
- 1971년 4월 1일 - 정으로 승격해 히치소정이 성립하였다.

## 교통

### 철도
- 도카이 여객철도 다카야마 본선

### 도로
- 국도 41호선